# Mogens Black-Petersen
Mogens Black-Petersen (22. december 1917 på Frederiksberg – 24. august 1999 i Gentofte) var en dansk arkitekt, far til billedvæver Charlotte Schrøder. Han var ikke relateret til Knud Blach Petersen.

## Uddannelse
Hans forældre var lagerchef, senere fuldmægtig ved Nordisk Kabel- og Traadfabrik Harald Carl Johan Petersen og Tekla Rasmine Kirstine Stephanie Floridon Black. Black-Petersen blev student 1936 og uddannet arkitekt på Kunstakademiets Arkitektskole 1936-41. Han var ansat hos Thomas Havning 1939-42 og var dernæst tegnestuechef på Kay Fiskers tegnestue indtil 1947, hvor han gik solo med egen virksomhed. Han var i disse år på rejser til Frankrig 1937 og England, Irland, Skotland, Frankrig og Schweiz 1947. Senere fulgte rejser til England og Skotland 1949; Norge 1950; Italien 1967; Japan 1968 og Indien 1986 og 1988. Han kom også til USA, hvor han 1955-56 var gæstelærer på Massachusetts Institute of Technology. I tidsrummet 1947-57 var han tillige lærer ved Kunstakademiets Arkitektskole. Han var også medlem af en række dommerkomiteer ved arkitektkonkurrencer. 
Han modtog K.A. Larssen Legat 1947; Theophilus Hansens Legat 1949; Akademiets stipendium 1952; legat fra Danmark-Amerika Fondet 1955 og et diplom fra Gentofte Kommune for arbejde med typehuse 1955. 

## Karriere
Især i den første del af hans karriere blev Black-Petersen kendt som en kyndig arkitekt, når det gjaldt byggeri af enfamiliehuse og rækkehuse. Han har bygget ca. 70 enfamiliehuse i løbet af sin karriere. Disse huse afspejler læretiden hos Havning og Fisker og er ikke fornyende, men slutter sig til den danske funktionelle tradition med vægt på traditionelle materialer. Black-Petersen var dog opmærksom på, at statslån og materialeknaphed gjorde det nødvendigt at billiggøre boligen, og derfor udviklede han en række standardiserede løsninger.
I hans senere år fik han mange store opgaver for dansk erhvervsliv, hvor han anvendte bærende jernkonstruktioner med lette facader. Han var bl.a. fast arkitekt for faderens arbejdsplads NKT. En af hans døtre, Susanne Jane Black-Petersen, blev gift med Johan Schrøder fra Radiometer, for hvem han opførte firmaets hovedsæde. Den anden datter, Charlotte, var i sit første ægteskab gift med Henrik Schrøder, bror til Johan Schrøder.
Hans boligejendom i betonelementer på Ordrupvej bærer præg af brutalisme.
Han blev gift 10. december 1940 på Frederiksberg med arkitekt Karen-Margrethe Gravesen (født 12. april 1916 i København), datter af fabrikant Aage Gravesen og Inger Petra Hallberg.
Han er begravet på Gentofte Kirkegård.

## Udstillinger
- Charlottenborg Forårsudstilling 1945, 1947, 1951, 1954-55 og 1963
- Separatudstilling: Rejseskitser og akvareller, Jægersborg Sognegård 1987

## Værker

### Enfamiliehuse
- Solbakkevej 56, Gentofte (1944, sammen med hustruen Karen-Margrethe Black-Petersen)
- Ermelundshusene, Ibstrupvej, Jægersborg (1948, sammen med Viggo Møller-Jensen)
- Enfamiliehus, Jægersvinget 6, Jægersborg (1949, præmieret af Gentofte Kommune)
- Dobbelthus, Fortunvej 51, Jægersborg (1951)
- Enfamiliehuse, Springbanen 85, 111, 113, Gentofte (1951 præmieret af Gentofte Kommune)
- 4 enfamiliehuse, Jægersvinget 1-5, 15, Jægersborg (1953)
- 6 enfamiliehuse, Ermelundsvej 46-56, Jægersborg (1954, præmieret af Gentofte Kommune)
- 2 enfamiliehuse, Enemarksvej, Jægersborg (1954, præmieret af Gentofte Kommune)
- 8 enfamiliehuse, Bindesbøllsvej, Ordrup (1954- 55, 5 præmieret af Gentofte Kommune)
- 5 enfamiliehuse, Fortunvej 55 og 68, Jægersborg (1955)
- 6 atriumhuse, Hesseltoften, Gentofte (1956)
- 4 enfamiliehuse, Rosavej, Klampenborg (1966)
- 437 rækkehuse, Røde Vejrmølle Park, Brøndbyerne (1965-66)
- 2 dobbelthuse, Rosenstandsvej, Charlottenlund (1983)
- 2 enfamiliehuse, Vilvordevej 69 og 71, Charlottenlund (1955)
- Har også udført udstyknings- og servitutplaner

### Etageejendomme
- Etageejendom, Henriettevej, Ordrup (1954, præmieret af Gentofte Kommune)
- Etageboligbebyggelse, Ordrupvej 110-112, Ordrup (1982)

### Erhvervsbyggeri mm.
- Kontorbygninger, produktions- og lageranlanlæg for Nordisk Kabel- & Traadfabrik på Frederiksberg (nedrevet 1987), i Glostrup, Asnæs, Jyderup, Odense, Middelfart og Aarhus (i årene 1955-87)
- Industribygning, Gammel Køge Landevej 55-57, Valby (1958)
- Kontor- og laboratoribygning, Gammel Lundtoftevej 5-9, Kongens Lyngby (1961, præmieret af Lyngby-Taarbæk Kommune)
- Hoved- og avlsbygning til Bønneløkke, Longelse, Langeland (1961)
- Kapel- og økonomibygning og menighedshus, Gentofte Kirkegård (1961-69)
- Hovedkontor og centrallager, Brdr. Dahl, Park Allé 370, Glostrup (1962-63)
- Udvidelse af Skovshoved Skole, Korsgårdsvej, Skovshoved (1970)
- Økonomibygning til Ordrup Kirkegård, Ordrup (1972)
- Ny hovedbygning til Klodskovgård ved Nykøbing Falster (1972)
- Aktivbanken, Købmagergade, København (1971)
- Administrationsbygning og centrallager, Philips, Kornmarksvej, Glostrup (1971-72)
- Administrations- og laboratoriebygning, Radiometer, Frederikssundsvej 265, Brønshøj (1974-75)
- Den Kgl. Mønt, Solmarksvej 5, Glostrup (1978)
- Renovering af hovedkontor, Philips, Prags Boulevard, Amagerbro, København (1980)